# 箱根ガラスの森
箱根ガラスの森あるいは箱根ガラスの森美術館は、うかいが運営する、神奈川県足柄下郡箱根町仙石原に所在する、ヴェネチアングラスの美術館である。

## 概要
主に近世から近代のヴェネチアングラスが収蔵展示されている。

## 歴史
- 1996年8月[5]8日） - 開館
- 2024年10月 - 運営会社である株式会社うかいより美術館の固定資産（土地・建物・美術品）をダイコク電機株式会社が取得[6][7]
- 2025年10月 - ダイコク電機株式会社が子会社である箱根ガラスの森リゾートを通じて美術館の運営事業を取得（予定）[7]

## 館内施設
- ヴェネチアングラス美術館
- 現代ガラス美術館
- 体験工房
- カフェレストラン

製材所跡の傾斜地に建設された為、車椅子の利用は難しいが貸出の車椅子と専用の入り口がある。

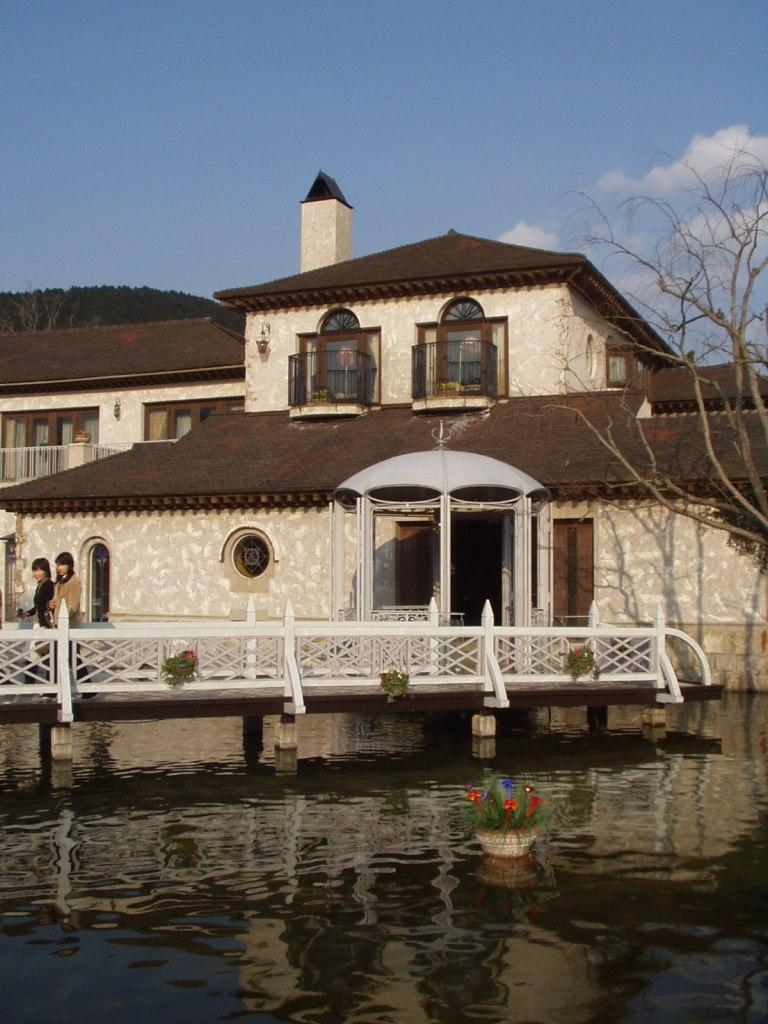
ヴェネチアン・グラス美術館外観
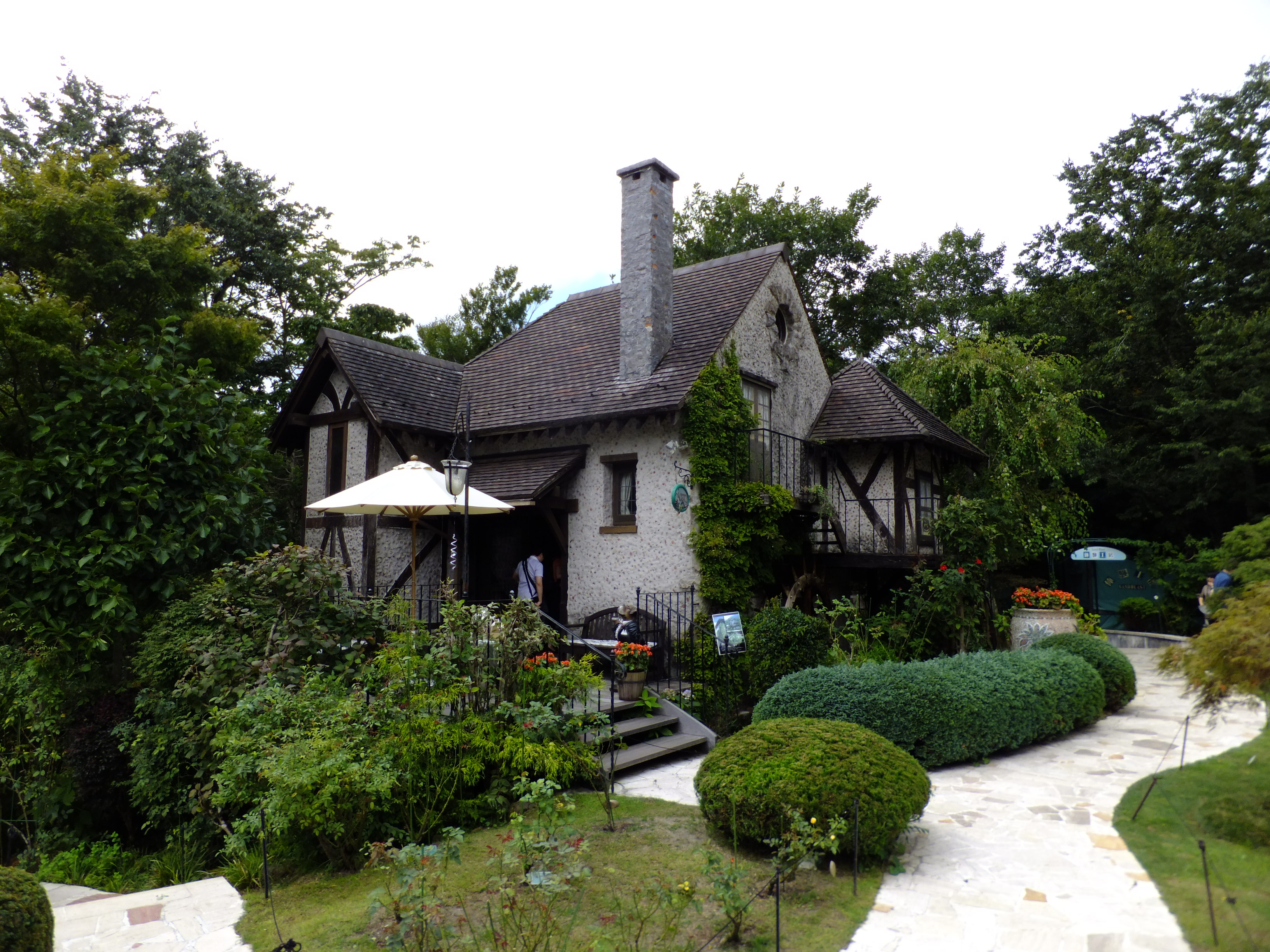
ミュージアムショップ

## 所在地
神奈川県足柄下郡箱根町仙石原940番48号